# ناحیه الشلاله
ناحیه الشلاله (به عربی: دائرة الشلالة) یک ناحیه در الجزایر است که در استان البیض واقع شده‌است.

## خصوصیات
ناحیه الشلاله ۳٬۱۶۴ کیلومترمربع مساحت و ۵٬۸۸۳ نفر جمعیت دارد.